# Healdsburg Memorial Bridge
Healdsburg Memorial Bridge fackverksbro byggd av stål. Den korsar Russian River i Healdsburg i Kalifornien. Den är listad i National Register of Historic Places. Bron kan ses från den närbelägna U.S. Route 101.

## Beskrivning
Healdsburg Memorial Bridge är en fackverksbro från Pennsylvania (Petit). Denna en gång så populära design, uppkallad efter Pennsylvania Railroad, har sedan dess sjunkit i popularitet. Bron i Healdsburg är en av endast två broar av denna design i Kalifornien, och en av endast 13 i USA, som fortfarande har fordonstrafik. Bron har två fackverksspann.
Hela bron är 134 m lång; det längsta av dess två spann är 60 meter långt. Dess däck är 5,9 meter brett, med ett vertikalt spelrum på 4,5 meter. Eftersom dess smala däck inte uppfyller modern säkerhetsstandard klassificeras det som funktionellt föråldrat.
På bron passerar 7 400 fordon/dag på Healdsburg Avenue (en lokal väg i Healdsburg) samt gång- och cykeltrafik. Brons östra ände ligger i Healdsburg Veterans Memorial Beach Park; En annan fackverksbro som bär en järnvägslinje korsar floden i norr och slutar också i samma park.

## Historia
Den del av floden där nu bron är belägen har använts som ett vadställe av bosättare till Sonoma County sedan 1850-talet. Minnesbron byggdes 1921 av American Bridge Company för att bära den historiska Redwood Highway; när den byggdes var den enda stålbron över Russian River. Vid den tiden skapade en tillfällig damm som byggdes nedströms från bron en badplats. Samma del av floden är fortfarande populär för simning.
När den amerikanska US Route 101 byggdes, med en ny sträckning som korsade floden längre västerut, avleddes det mesta av den trafik som tidigare fördes av minnesbron. Den ursprungliga brodesignen inkluderade dekorativa lampor som togs bort på 1950-talet.
En strukturrapport 1979 visade att bron var nära kollaps. Marken där bron var belägen annekterades av Healdsburg 1980. 1985 förklarades bron berättigad till att finnas med på National Register of Historic Places, trots att Healdsburgs stadsstyrelse började planera att ersätta bron 1990. Efter negativ reaktion från samhället vidtogs inga åtgärder. År 2000 gjorde staden återigen planer för bron med en seismisk eftermontering. 2007 upptäcktes fel i 1979 års rapport, och en ny rapport 2008 visade att bron förblev strukturellt bra. Den noterades officiellt på National Register of Historic Places i april 2011, och i december 2011 godkändes statlig och federal finansiering för restaurering, förutsatt att staden tillhandahöll medel för pågående underhåll av bron.
Ombyggnaden och restaureringen slutfördes 2015. Arbetet innebar byggande av en ny bropelare mitt i floden, installation av isoleringslager, förstärkning av fackverksdelar och utbyte av däcket.

### Fotnoter
1. 1 2 3 4 5 6 7 8 9 10 11 12  National Register of Historic Places Registration Form for Healdsburg Memorial Bridge, California State Park System, Läst 30 december 2020.
2. 1 2 3 4  Mason, Clark (28 april 2011), ”Healdsburg bridge makes national register”, The Press Democrat, http://healdsburg.towns.pressdemocrat.com/2011/04/news/healdsburg-bridge-makes-national-register/.
3. 1 2 3 4  Healdsburg Avenue Bridge Arkiverad 11 oktober 2011 hämtat från the Wayback Machine., bridgehunter.com, Läst 31 december 2020.
4. 1 2  Mason, Clark (26 december 2011), ”State, feds approve bridge restoration”, The Press Democrat.
5. 1 2  Goldsmith, Philip (2007), ”Russian River Beaches”, Moon Northern California Wine Country (2nd), Avalon Travel, s. 212, ISBN 978-1-59880-078-4, https://books.google.com/books?id=y5p6gaT5dbYC&pg=PA212.
6. 1 2 3 4 5 6  How We Got Here – 1921-2007 Arkiverad 18 maj 2016 hämtat från the Wayback Machine., healdsburgmemorialbridge.com, Läst 31 december 2020.
7. ↑  Mason, Clark (20 oktober 2015). ”After Big Retrofit, Healdsburg's Memorial Bridge to Open Next Week” (på engelska). The Press Democrat. http://www.pressdemocrat.com/news/4637933-181/after-big-retrofit-healdsburgs-memorial?artslide=0.
8. ↑  Weaver, Mark A.; Goolkasian, Todd M.; Ries, Douglas J. (januari 2018), ”Updating History” (på engelska), Civil Engineering (American Society of Civil Engineers), arkiverad från ursprungsadressen  den 13 augusti 2020, https://web.archive.org/web/20200813003732/https://www.asce.org/cemagazine/updating-history/, läst 30 december 2020 ”Arkiverade kopian”. Arkiverad från originalet den 13 augusti 2020. https://web.archive.org/web/20200813003732/https://www.asce.org/cemagazine/updating-history/. Läst 31 december 2020.